# Алфабета
„Алфабета“, изписвано на латиница като Alphabeta, е музикална група от Израел.
Съставът включва следните членове: Ревен Ерез, Лиза Голд-Рубин, Нехама Шутан, Естер Цубери, Ицхак Окев.
Известна е с участието си в песенния конкурс на „Евровизия“ през 1978 г. Спечелват конкурса с песента „А-ба-ни-би“ (на иврит: א-ב-ני-בי – игра на думи на иврит, превеждано като „Обичам те“), изпълнявана съвместно с певеца Изхар Коен. Англоезичната версия на песента достига 4-то място в швейцарски и 9-о място в шведски хит-парад.
Ръководителката Ривка Михаели на израелската делегация казва, че песента на Изхар Коен била избрана да представлява страната, защото останалите песни в предварителния конкурс в Израел били много лоши.
Чрез победата на своите представители Коен и „Алфабета“ Израел печели домакинството на следващото годишно издание на конкурса.